# Dokomali
Der Dokomali ist ein osttimoresischer Wasserfall in der Gemeinde Ainaro. Hier stürzt der Tolemau (Telemau), ein Quellfluss des Belulik, mehrere Meter steil herab. Der Wasserfall befindet sich östlich der Siedlung Tual-Rem (Suco Nuno-Mogue), etwa 90 Kilometer von der Landeshauptstadt Dili entfernt. Für den Weg braucht man ungefähr zweianhalb Stunden.